# Jackie Williams
Jackie Williams (* 2. Januar 1933 in Harlem, New York City; † 11. Juni 2023) war ein US-amerikanischer Musiker (Schlagzeug), der sich vorwiegend im Bereich des Swing und des Mainstream Jazz betätigte.

## Leben und Wirken
Williams begann Ende der 1950er-Jahre in der New Yorker Jazzszene zu arbeiten; erste Aufnahmen entstanden 1960 mit dem Pianisten Eugene Smith (Groovin’ at the Embers). In den folgenden Jahren arbeitete er u. a. mit Buck Clayton, Buddy Tate und Bobby Hackett. In der Rhythmusgruppe mit Johnny Guarnieri und Slam Stewart wirkte er um 1975 bei Aufnahmen von Jimmy Shirley, Pat Flowers und Stéphane Grappelli mit. In späteren Jahren spielte er 18 Jahre bei Doc Cheatham, des Weiteren im Howard Alden/Dan Barrett Quintet, außerdem mit Maxine Sullivan, Illinois Jacquet und Alberta Hunter. Ab den 2000er-Jahren war er noch bei Aufnahmen von Jane Jarvis und Bob Barnard & Jim Galloway sowie mit The Statesmen of Jazz (um Ed Polcer) und Barbara Morrison zu hören. Im Bereich des Jazz war er laut Tom Lord zwischen 1960 und 2014 an 106 Aufnahmesessions beteiligt, außer den Genannten auch mit Big Chief Russell Moore, Erroll Garner, Chuck Folds, Vic Dickenson, Warren Vaché, Jay McShann, Helen Humes, Sweets Edison, Ellis Larkins, Milt Hinton, Al Grey, Stephanie Nakasian, Frank Wess, Benny Waters, Keith Ingham, Bobby Short, Joe Temperley und zuletzt mit der Geigerin Michi Fuji (Warmth & Innocence: Tribute to John Blake Jr.).

## Diskographische Hinweise
- Billy Butler & Al Casey: Guitar Odyssey (1974)
- Zoot Sims: For Lady Day (Pablo, 1978) mit Jimmy Rowles, George Mraz
- Doc Cheatham and His New York Quartet: It’s a Good Life! (1983), mit Chuck Folds, Al Hall
- Doc Cheatham: The Fabulous Doc Cheatham (1984), mit Dick Wellstood, Bill Pemberton
- Howard Alden/Dan Barrett: Swing Street (1987), mit Chuck Wilson, Frank Tate
- Junior Mance: Blue Mance (1994), mit Keter Betts